# Christian Panucci
Christian Panucci (Savona, 12 de abril de 1973) é um treinador e ex-futebolista italiano que atuava como lateral-direito ou zagueiro. Atualmente está sem clube.

## Carreira como jogador
Panucci foi um renomado defensor que atuava pelo lado direito do campo. Ele começou sua carreira profissional pelo Genoa em 1992, antes de acertar sua transferência para o Milan. Após uma boa passagem pelo clube italiano, Panucci passou por Real Madrid, Internazionale, Chelsea e Monaco antes de se mudar para a capital italiana em 2001 para defender a Roma. Ele conquistou a Liga dos Campeões da UEFA com o Milan e o Real Madrid; em ambas as conquistas, inclusive quando jogou nos Giallorossi, ele foi comandado por Fabio Capello.

### Parma
Em janeiro de 2009, Panucci anunciou que deixaria a equipe. No final da temporada, após ter jogado por oito anos no clube da capital italiana, não teve o seu contrato renovado e assinou com o Parma.

### Aposentadoria
Anunciou a sua aposentadoria no dia 22 de agosto de 2010.

## Seleção Nacional
Panucci também foi um defensor regular na Seleção Italiana entre 1994 e 2008, atuando em 57 partidas e marcando quatro gols, o último deles contra a Romênia, no dia 13 de junho de 2008, pela Eurocopa. Ele também representou seu país na Copa do Mundo FIFA de 2002 e na Euro 2004. Durante sua passagem pela Seleção, foi culpado pelo gol que deu a vitória para a Coreia do Sul nas oitavas de final da Copa de 2002, quando um passe errado iniciou a jogada do gol de Seol Ki-hyeon.
Devido a uma relação ruim com o técnico Marcello Lippi, Panucci não foi chamado para fazer parte do grupo que viria a se sagrar campeão da Copa do Mundo FIFA de 2006, na Alemanha. Em seu lugar, o treinador convocou Massimo Oddo.

### Gols pela Seleção
| #  | Data                   | Lugar            | Adversário | Placar | Resultado | Competição          |
| -- | ---------------------- | ---------------- | ---------- | ------ | --------- | ------------------- |
| 1. | 8 de outubro de 1994   | Tallinn, Estonia | Estónia    | 0–2    | Vitória   | Elim. Eurocopa 1996 |
| 2. | 17 de abril de 2002    | Milão, Itália    | Uruguai    | 1–1    | Empate    | Amistoso            |
| 3. | 17 de novembro de 2007 | Glasgow, Escócia | Escócia    | 1–2    | Vitória   | Elim. Eurocopa 2008 |
| 4. | 13 de junho de 2008    | Zurique, Suíça   | Romênia    | 1–1    | Empate    | Eurocopa 2008       |

## Títulos

### Como jogador
Milan
- Serie A: 1993–94 e 1995–96
- Liga dos Campeões da UEFA: 1993–94
- Supercopa da Itália: 1993 e 1994
- Supercopa Europeia: 1994

Real Madrid
- La Liga: 1996–97
- Supercopa da Espanha: 1997
- Liga dos Campeões da UEFA: 1997–98
- Copa Intercontinental: 1998

Roma
- Copa da Itália: 2006–07 e 2007–08
- Supercopa da Itália: 2007

Seleção Italiana
- Campeonato Europeu Sub-21: 1994 e 1996

### Prêmios individuais
- Troféu Bravo: 1994
- Time do Ano da ESM: 2007–08